# August Kindermann

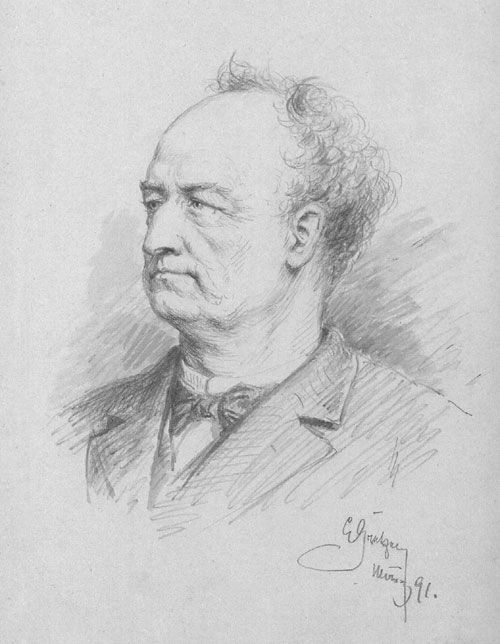
Eduard von Grützner: August Kindermann, 1891

August Kindermann (* 6. Februar 1817 in Potsdam; † 6. März 1891 in München) war ein deutscher Opernsänger (Bass).

## Leben
Er war der Sohn eines Webers und sollte eigentlich Buchhändler werden. Da er eine schöne Stimme besaß, wurde er schon im Alter von 15 Jahren in den Chorverband des Berliner königlichen Opernhauses aufgenommen. Dort sang er am 6. September 1837 seine erste Solopartie. Da er aber wegen Intrigen in Berlin nicht vorankam, wechselte er 1839 als zweiter Bassist an das Leipziger Stadttheater. Der damalige Direktor Friedrich Sebald Ringelhardt scharte allerlei Talente um sich, und schon bald war Kindermann ein Liebling des Publikums. Er verkehrte mit Albert Lortzing, Robert Blum und Karl Herloßsohn. Auch traf er dort die Pianistin Magdalena Hofmann, seine spätere Lebensgefährtin.
1846 wollte er nach Wien übersiedeln, aber der Münchner Hofkapellmeister Franz Lachner überredete ihn zu einem Gastspiel. Dieses war so erfolgreich, dass er am 1. August 1846 dort ein Engagement annahm und bis zum Ende seines Lebens blieb. Er sang in den Jahren 1869 und 1870 den Wotan in den Uraufführungen der ersten beiden Opern von Richard Wagners Ring des Nibelungen (Rheingold, Die Walküre) am Königlichen Hof- und Nationaltheater München sowie den Titurel bei der Uraufführung von Wagners Parsifal in Bayreuth.
Mit seiner Frau Magdalena, geborene Hofmann, hatte er mehrere Töchter, die als Opernsängerinnen bekannt wurden:
- Franziska Kindermann
- Hedwig Reicher-Kindermann (* 15. Juli 1853; † 2. Juni 1883) ⚭ Emanuel Reicher (1849–1924)
- Maria Luise Kindermann (* 3. März 1852; † 22. Juni 1912) ⚭  Ludwig von Tetmajer (1850–1905)
- Magdalena (* 1848; † 30. Juni 1924), Schauspielerin ⚭ Engelbert Karl (* 5. Mai 1841; † 11. Oktober 1891), Schauspieler

Auch der Sohn August wurde in Weimar und Hamburg als Opernsänger bekannt, Magdalena war von 1891 bis 1906 Mitdirektorin des Residenztheaters in Dresden.

## Grabstätte

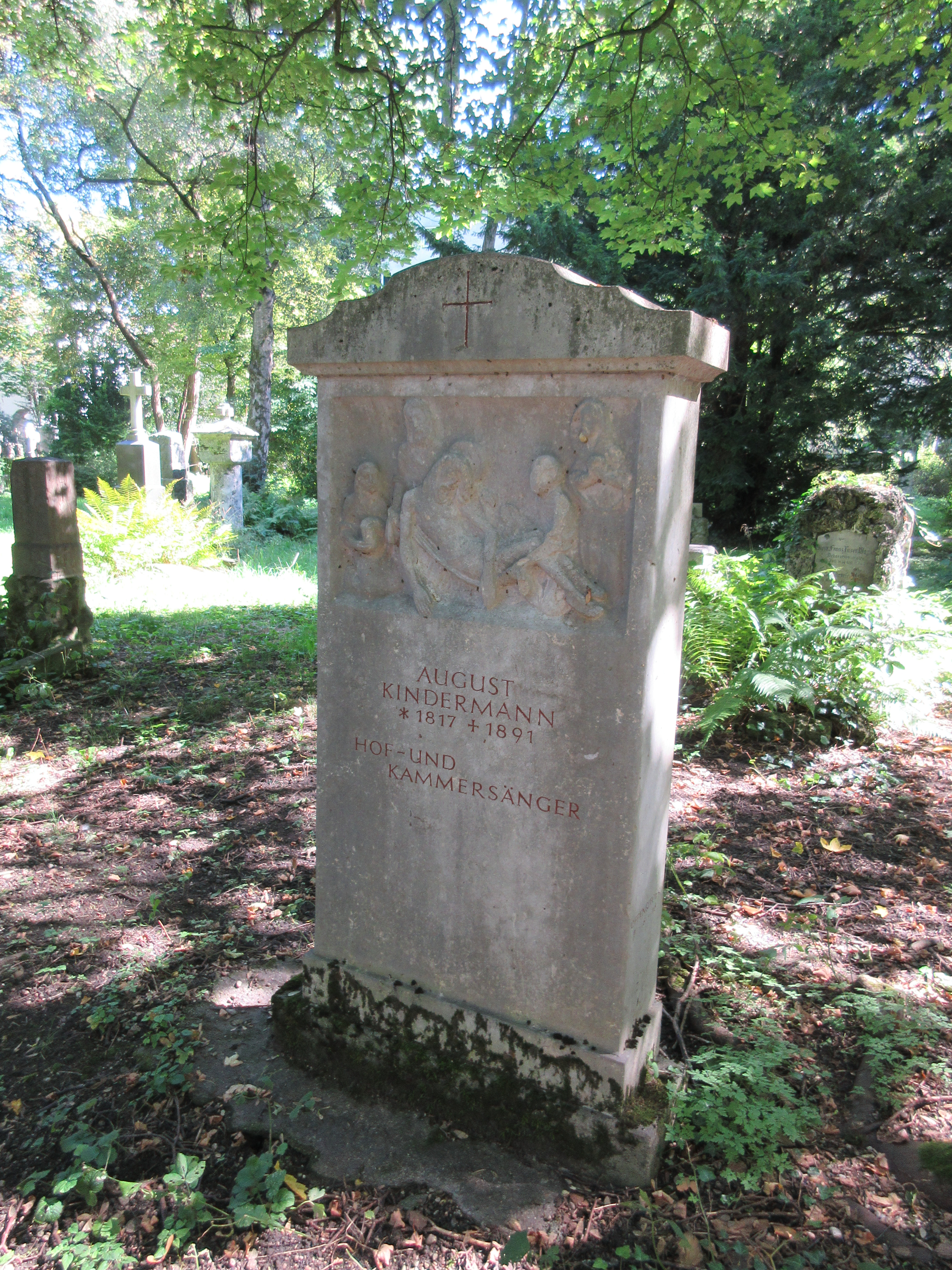
Grab von August Kindermann auf dem Alten Südlichen Friedhof in München

Die Grabstätte von August Kindermann befindet sich auf dem Alten Südlichen Friedhof in München (Gräberfeld 8, Reihe 8, Platz 46) Standort.